# Nekomata

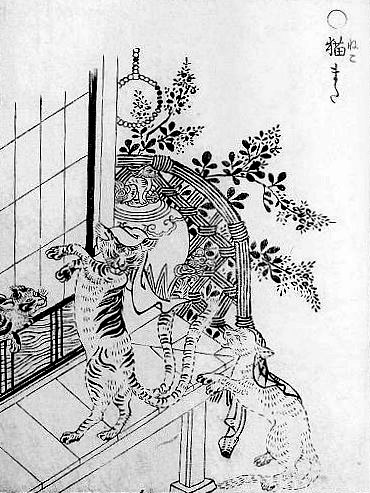
Nekomata, die auf ihren Hinterbeinen läuft. Zwei jüngere Katzen versuchen erfolglos, ebenfalls auf zwei Beinen zu gehen. Sie scheitern jedoch daran, dass sie zu jung sind und sich noch nicht in Nekomata verwandelt haben. Illustration aus dem Gazu Hyakki Yagyō (画図百鬼夜行; Bilderbuch der Nachtparade der 100 Dämonen) von Toriyama Sekien.

Eine Nekomata (japanisch 猫股 oder 猫又; von japanisch neko „Katze“ und mata „Gabelung“ oder „gegabelt“; vollständig also „Gegabelte Katze“) ist ein fiktives Wesen aus dem japanischen Volksglauben, das sich aus einer Hauskatze entwickeln kann, aber auch wild in bestimmten Bergregionen Japans und Chinas hausen soll. Sie gehört zur Gruppe der höheren Dämonen, der Yōkai.
Die Nekomata wird als eine Verwandte des Bakeneko (ebenfalls ein zauberkundiger Katzendämon) angesehen, wobei die Übergänge fließend sind und die Nekomata sehr oft mit den Bakeneko verwechselt werden. Erst der doppelte beziehungsweise gegabelte Schweif soll eine Unterscheidung sichern. Nekomata gelten im traditionellen Volksglauben als bösartig, im Gegensatz zur Maneki-neko, der „Winke-Katze“, die Glück bringen soll. Der Glaube an Nekomata ist sowohl im Buddhismus als auch im Shintoismus vertreten. Auch aus der chinesischen Mythologie sind mit Nekomata vergleichbare Katzendämonen bekannt. Erzählungen und Sagen über vorgebliche Begegnungen mit Nekomata sind mindestens seit dem frühen Autor Yoshida Kenkō (1283–1350) der Übergangszeit von der Kamakura-Zeit (1185–1333) zum Beginn der Muromachi-Zeit (1336–1573) überliefert.

## Hintergründe

### Etymologie
Von den unterschiedlichen zur Schreibung des Japanischen verwendeten Schriftsystemen sind zwei für die Etymologie von „Nekomata“ von Bedeutung: Kanji (aus der chinesischen Schrift übernommene Zeichen) und Hiragana (eine japanische Silbenschrift). Die älteste Schreibung des Namens „Nekomata“ war eine Kombination aus dem Kanji, 猫 (neko) für „Katze“ und den beiden Hiragana-Zeichen また (mata). Eine spätere Schreibung verwendete die beiden Kanji 猫股. Das zweite Kanji hat die Bedeutung „Gabelung“ bzw. „gegabelt“ und zusammen ergeben die Kanji – in Bezug auf den doppelten Schweif – die beschreibende Bezeichnung „gegabelte Katze“. Die am häufigsten gebrauchte Schreibung erfolgt jedoch mit den Kanji 猫又. Auch hier steht das erste Kanji für „Katze“. Zur Bedeutung des zweiten gibt es unterschiedliche Erklärungen. Eine erklärt das zweite Kanji mit der Bedeutung des Zählwortes mata wa („vielfach“, „wiederholen“, aber auch „entweder oder“) und bezieht sich auf den doppelten Schweif des Dämons. Die zweite Erklärung bezieht sich auf die Bedeutung des Kanji 又 im Sinne von „wieder“ oder „auch“. Die „Wieder-Katze“ oder „Auch-Katze“, auch übersetzt als „Wiedergänger-Katze“, wäre demnach auf den im Volk verbreiteten Aberglauben zurückzuführen, dass eine Katze mehrere Leben besitze.
Beide Kanji, 股 und 又, sind spätere Hinzufügungen. Höchstwahrscheinlich sind sie ein Versuch, Erklärungen für ein aus der Vergangenheit tradiertes Wort zu bieten, dessen eigentliche Bedeutung durch die Abweichungen innerhalb der Überlieferungen verloren ging (sogenanntes Stille-Post-Prinzip), sodass zwischen Wortherkunft und heutiger Bezeichnung kein klarer Bezug mehr hergestellt werden kann. Der genaue Ursprung des Namens Nekomata ist somit nicht überliefert. Da mata jedoch auch „Gabelung“ oder „gegabelt“ bedeutet, was dem Aussehen des Dämons am ehesten gerecht wird, wird der japanische Name Nekomata in moderner Literatur gemeinhin mit „gegabelte Katze“ übersetzt.

### Traditionelle Beschreibung
Der japanischen Folklore zufolge sollen Nekomata einer gewöhnlichen Katze sehr ähnlich sein, sie fallen jedoch durch ihre ungewöhnliche Größe und durch zwei Schweife auf. Sie sollen dann entstehen, wenn eine Hauskatze ungewöhnlich alt (meist älter als drei beziehungsweise dreizehn Jahre) oder fettleibig und schwerer als acht Pfund (entspricht 4 kg) wird. Es heißt zudem, dass Nekomata, wenn sie sich unbeobachtet fühlen, aufrecht auf zwei Beinen gehen. Außerdem sollen sie sich in alte Frauen verwandeln können. Des Weiteren werden ihnen gewisse schwarzmagische Kräfte nachgesagt: So können sie nicht-magische Hauskatzen verhexen, Hitodama beschwören und sich vom Blut ihrer Besitzer ernähren (ähnlich wie Vampire). Im chinesischen Volksglauben heißt es, dass die Schweife einer Nekomata während der Nacht zu Schlangen würden, weshalb es bereits im frühen 11. Jahrhundert Mode wurde, den Hauskatzen die Schwänze zu kupieren. Um 1602 wurde dies durch kaiserlichen Beschluss verboten.

### Verschiedene Formen
Der japanische Volksglaube unterscheidet zusätzlich grob zwischen zwei Formen der Nekomata: Die eine lebt als wildes Tier in den Bergen, während die andere Form in Häusern lebt und sich aus der Hauskatze entwickelt. Dabei ist zu beobachten, dass die Körpergröße der Nekomata im Laufe der Zeit in den Überlieferungen zunimmt. 1685 berichtet das Shinchomonshū von einer Nekomata, die in den Bergen der Provinz Kii gefangen wurde und die annähernd die Größe eines Wildschweins besessen haben soll; 1775 berichtet das Wakun no shiori vom Brüllen einer Nekomata, das aus den Bergen zu vernehmen war, worauf die Größe eines Löwen oder Panthers angenommen wurde. Das Gūisō (寓意草) von 1809 weiß von einer 2,8 m großen Nekomata zu berichten, die einen Hund im Maul davontrug.

### Ähnlichkeiten mit der Bakeneko
Nekomata werden recht häufig mit den ihnen ähnlichen Bakeneko (化け猫 „Monsterkatze“) verwechselt. Dies rührt daher, dass Bakeneko nicht nur äußerlich den Erstgenannten gleichen (auch sie haben das Aussehen einer Hauskatze), beide Dämonen sind zauberkundig, können ihre Gestalt ändern und entstehen auf die gleiche Art und Weise. Daher ist es für Unkundige oft nicht leicht zu erkennen, welche Legende oder Anekdote von einer Nekomata und welche von einer Bakeneko erzählt, es sei denn, der Dämon wird bei seiner Eigenbezeichnung genannt. Unterschiede zwischen beiden Wesen bestehen darin, dass Nekomata aufrecht auf zwei Beinen gehen und zwei oder mehr Schweife besitzen, während die Bakeneko nur einen Schweif besitzt und stets auf allen vieren läuft.

## Überlieferungen

### Wilde Nekomata

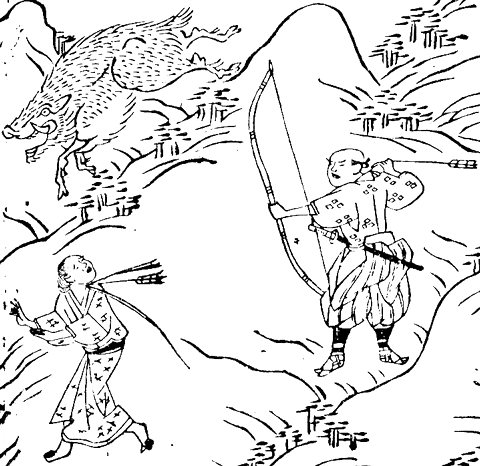
Nekomata im Tonoigusa (宿直草), um 1687. Ein Jäger tötet eine Nekomata (unten links), welche die Gestalt seiner Mutter angenommen hat.

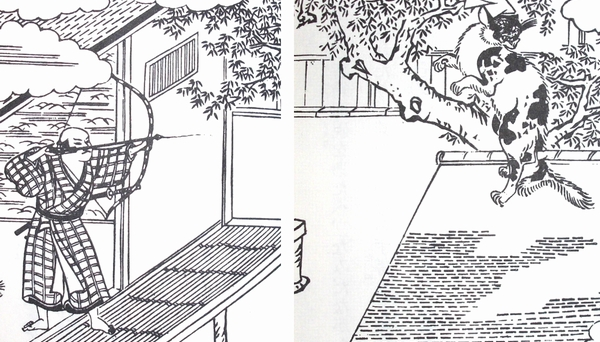
Nekomata im Yamato Kaiiki; um 1709

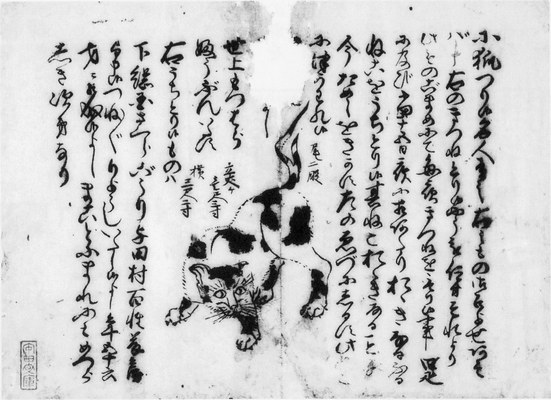
Kawaraban der Riesenkatze (Nekomata) von Azabu, um 1685

Die bislang früheste Nennung des Wortes „Nekomata“ findet sich im Zuihitsu Tsurezuregusa (徒然草 „Betrachtungen aus der Stille“) aus den Jahren 1334 bis 1339, verfasst von dem buddhistischen Mönch Yoshida Kenkō. Eines dieser Essays erzählt von einem frommen Priester und eifrigen Dichter namens Amedabutsu, der in der Nähe des Gyōgan-Tempels lebt. Von seinen Nachbarn erfährt er, dass in den nahegelegenen Bergen eine ‚Nekomata‘ gesichtet worden sei, ein Monster, das Menschen fresse. Die Leute berichten ihm: „Wenngleich unser Ort keine Bergregion ist, man hört doch oft von Katzen, die sich in Nekomata verwandeln und Leute verschleppen.“ Amedabutsu sagt sich daraufhin: „Ich sollte wohl vorsichtig sein, wenn ich allein unterwegs bin.“ Als der Dichter spät abends von einer Vorlesung heimkehrt und im Dunkeln von einem zunächst undefinierbaren Wesen angefallen wird, hält er es für eine Nekomata und erschrickt. Der Mann stürzt in einen Bach und ruft um Hilfe. Im Schein der Fackeln der herbeieilenden Anwohner erkennt Amedabutsu, dass es in Wirklichkeit sein eigener Haushund war, der sein Herrchen im Dunkeln wiedererkannt, begrüßt und unbeabsichtigt in den Bach gestoßen hatte. Amedabutsu aber, obwohl er seine kostbaren Gedichte und Schreibutensilien bei dem Sturz verloren hatte, kehrt nach Hause zurück, als sei ihm soeben die Flucht seines Lebens geglückt, und er wird von den Dorfbewohnern gehörig ausgelacht.

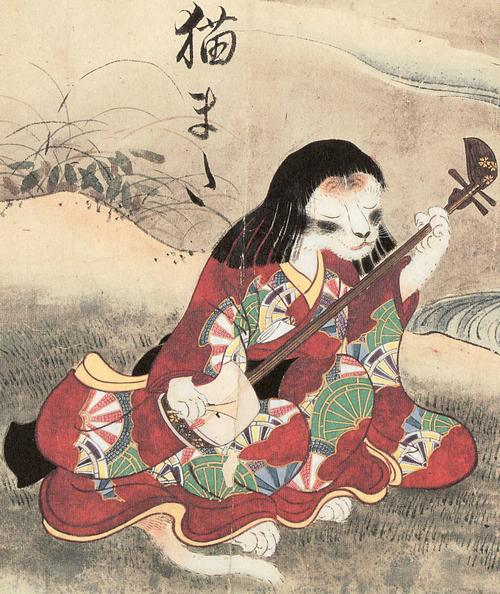
Nekomata mit Shamisen im Hyakkai-Zukan (百怪図巻) von 1737

Aus dem Jahr 1685 stammt ein Kawaraban (traditionelles japanisches Flugblatt), das von einer als Ōneko (大猫 „Riesenkatze“) bezeichneten Nekomata berichtet: In der Ortschaft Azabu (heute Stadtteil von Tokio) sollen wiederholt Menschen angegriffen und Hunde und sogar Füchse verletzt oder getötet worden sein. Nach mehreren Versuchen, das Tier zu vertreiben oder zu erlegen, konnte die Kreatur in einem Käfig gefangen werden. Der Erzählung zufolge entpuppte sich das Tier als eine fast drei Fuß (entspricht ca. 91,0 cm) hohe Katze mit gegabeltem Schweif.

### Begleiter des Menschen
Im Yamato Kaiiki (大和怪異記 „Mysteriöse Geschichten Japans“), um 1709 von einem unbekannten Autor geschrieben, wird von dem Haus eines Samurai berichtet, in dem es immer wieder zu unerklärlichen Hitodama-Erscheinungen kommt: Unheimlich glühende Feuerbälle, welche knapp 8 cm über dem Boden schweben, werden im und um das Haus herum beobachtet, alle Versuche, sie zu erhaschen, bleiben erfolglos. Eines Abends beobachten die Bewohner des Wohnviertels einen ganzen Pulk von Hitodama in einem Baumwipfel eines Nachbargartens. Gleichzeitig werden die Dienerinnen des Samurai von Poltergeist-Aktivitäten erschreckt: Ihre Schlafkissen rotieren wie Kreisel und bei einer der Dienerinnen bewegt sich das Kissen in alle Himmelsrichtungen, bevor sie spurlos verschwindet. Der Samurai bittet unzählige Schamanen, Beschwörer und Priester um Hilfe, doch keiner findet die Quelle oder den Urheber des Spuks. Auch bleiben ihre Gebete und Bannsprüche wirkungslos. Eines Tages schließlich entdeckt der Hausherr eine sehr alte Katze, die auf ihren Hinterbeinen über das Dach spaziert und ein Kopftuch mit dem Namen der verschwundenen Dienerin trägt. Als der Mann die Katze mit Pfeil und Bogen tötet, entdecken die Anwohner, dass das Tier zwei Schweife besitzt und somit offenkundig eine Nekomata war. Mit dem Tod der Dämonenkatze sollen die Vorkommnisse umgehend geendet haben.
Eine ähnliche Anekdote findet sich im Buson yōkai emaki (蕪村妖怪絵巻 „Busons bebilderte Erzählung der Yōkai“), das um 1754 von Yosa Buson (* 1716 – †1784) verfasst wurde. Darin heißt es, auf dem Anwesen Nagoya (名古屋) des Fürsten Sakakibara (榊原) habe sich eine Nekomata herumgetrieben und die Bewohner schikaniert. Einer der Gefolgsleute, ein gewisser Inaba Rokurō, stellt das Wesen schließlich. Die Nekomata richtet sich auf, klopft sich mit den Pfoten auf den Bauch und ruft frech: „Schieß doch!“. Inaba beschießt das Monster über fünfzig Mal mit seiner Arkebuse, doch die Schrotkugeln prallen vom Bauch der Katze ab, ohne diese zu verletzen. Die Erzählung lässt offen, ob die Nekomata je vertrieben werden kann.
Auch in Schriftstücken wie dem Taihei Hyaku Monogatari (太平百物語 „Sammlung von 100 Märchen“) von Ichinaka Sanjin Yūsa aus dem Jahre 1732 wird von einer Nekomata berichtet. Ein Besucher des buddhistischen Hyongo-Tempels zu Kyōto nutzt die Abwesenheit des Abts, um sich im Tempel umzusehen. Durch einen Türspalt beobachtet er in einem Nebenzimmer drei wunderschöne, junge Frauen bei einer Konversation. Dies kommt dem Besucher seltsam vor, immerhin ist dies ein Tempel und der Abt ist eigentlich als asketisch lebender Kleriker bekannt. Als der Abt zurückkehrt und den jungen Mann in jenen Raum einlädt, in dem zuvor die Frauen waren, sitzen dort nun – zur großen Überraschung des Besuchers – drei Katzen. Der Mann alarmiert den Abt, als er die Katzen als Nekomata identifiziert, und der Abt jagt die Wesen aus dem Tempel. Aus Rache belegen die Nekomata den Besucher mit einem Fluch, an welchem der junge Mann zugrunde geht.
Im Rōō Chawa (老媼茶話 „Teeplaudereien alter Frauen“) von Kida Tomizō (木田 富蔵) aus dem Jahr 1742 wird gleichfalls von Begegnungen mit Nekomata erzählt. Eine alte Katzenliebhaberin befindet sich auf einer Pilgerreise zum Suwa-Schrein und liest nahe dem dortigen Ema-Schrein eine kleine rote Katze auf. Überglücklich beschließt die alte Frau, die Katze mit nach Hause zu nehmen, doch das Tier ist plötzlich verschwunden. Bald darauf beginnt die Katzenoma, ein seltsames Augenleiden zu entwickeln, aufgrund dessen sie ihr dunkles Zimmer nicht mehr verlässt. Unverständlicherweise verweigert sie jede Hilfe. Eines Tages entdeckt einer der Hausdiener in einem nahegelegenen Feld Knochen und blutige Kleidungsstücke von Dienerinnen, die zuvor als vermisst gemeldet wurden. Auf dem Weg zum Hausherrn, dem er den Fund melden will, trifft er auf die alte Katzenoma. Diese reagiert erbost bei dem Anblick der Fundsachen. Sie reißt dem unglücklichen Diener die Sachen aus der Hand und droht ihm: „Wenn Du meinem Sohn von diesen Knochen und Kleidern erzählst, verschlinge ich dich hier und jetzt!“ Die alte Frau gerät daraufhin in Verdacht, in Wirklichkeit eine Nekomata zu sein: Ein Nachbar hatte mehrfach beobachtet, wie die Alte über den hohen Zaun des Grundstücks sprang und im Bach direkt dahinter Blut vom Mund wusch. Plötzlich tauchte ein großer, schwarzer Hund auf und biss der Frau in den Arm. Doch die alte Frau schüttelte den Hund einfach so ab und sprang wieder zurück über den Zaun. Als der Nachbar dem Hausherrn davon erzählt, sagt dieser: „Zweifellos war es jene rote Katze, die meine Mutter verschlungen und ihre Gestalt angenommen hat. Meine Mutter hat sich stets um ihr zukünftiges Leben gesorgt und deshalb regelmäßig zu Buddha gebetet. Aber seit letztem Sommer hat sie Buddha keine Blumen und kein Parfüm mehr dargereicht und sie hat sich in ein dunkles Zimmer verkrochen. Sie schaut mich auch nicht mehr an, wohl deshalb, weil die Augen einer Katze sich zu jeder vollen Stunde verändern. Lasst uns Hunde auf sie ansetzen und sehen, was passiert.“ Daraufhin leiht sich der Hausherr die stärksten und mutigsten Hunde aus und entlässt sie in das Zimmer seiner Mutter. Kaum haben die Hunde die alte Frau erblickt, bellen sie wie verrückt und versuchen augenblicklich, sie in Stücke zu reißen. Noch während des Kampfes offenbart die Frau ihre wahre Gestalt: Es war in der Tat jene rote Katze, welche die alte Frau dereinst am Ema-Schrein aufgelesen hatte.
Eine weitere Erzählung stammt aus dem Epos Nansō Satomi Hakkenden (南総里見八犬伝 „Die Geschichte der acht Hunde aus [dem Hause] Satomi in Nansō“) von Kyokutei Bakin, das in den Jahren 1814–1842 verfasst wurde. Einem der „Hunde“, genannt Inumura Daikaku (犬村 大覚), gelingt es nach einem spektakulären Kampf eine Nekomata zu töten.
Eine ebenfalls bekannte Legende aus dem Jahr 1840 handelt von dem jungen Daimyō des Nabeshima-Clans von Hizen, der von einer Nekomata bedroht wird. Der Daimyō zieht sich regelmäßig des Abends mit seiner ihm liebsten Geisha in die privaten Gemächer zurück, nachdem das Pärchen im Garten spazieren war. Bei einem dieser üblichen Abendspaziergänge werden der Daimyō und die Geisha von einer Nekomata beobachtet und verfolgt. Diese schleicht sich in das Privatzimmer der Geisha, um ihr unter dem Bett aufzulauern. Als die Geisha einschläft, wird sie von der Nekomata überrascht und erwürgt. Der Katzendämon vergräbt den Leichnam im Garten. Dann nimmt er die Gestalt der Geisha an und schafft es so tatsächlich, jeden im Palast zu täuschen. Die Nekomata schleicht sich von nun an stets um Mitternacht in das Schlafgemach des Daimyō, um von dessen Blut zu trinken. Der Daimyō ahnt nichts davon, doch er wird vor den Augen der besorgten Familie immer blasser und kränklicher. Die Hofärzte sind erstaunt und zunächst machtlos. Schließlich raten sie Daimyō und Hofstaat, die Schlafgemächer rund um die Uhr scharf bewachen zu lassen. Doch wie durch Zauberei fallen sämtliche Wachen punkt Mitternacht in tiefen Schlaf und der junge Daimyō siecht mehr und mehr dahin. Eines Tages meldet sich ein junger Soldat bei Hofe. Er gibt vor, eine Technik zu beherrschen, mit deren Hilfe er ganz sicher Tage und Nächte über wach bleiben könne. Und so bezieht er vor dem Gemach des Daimyō Stellung. Gegen Mitternacht wird er Zeuge, wie die Soldaten wie auf Knopfdruck einschlafen. Er zieht einen Dolch und sticht sich immer wieder mit der Klingenspitze, um bloß nicht einzuschlafen. Kurz darauf beobachtet er eine wunderschöne Geisha, die sich auf allen vieren in das Gemach des Daimyō schleicht. Als der Soldat diese mit gezogenem Schwert stellt, starrt sie ihn mit leuchtend gelben Katzenaugen verächtlich an und läuft weg. Dieser Vorfall wiederholt sich vier Nächte lang. In dieser Zeit erholt sich der Daimyō auf wundersame Weise wieder. Dem jungen Soldaten kommt schließlich ein Verdacht. Doch als er den Herrn des Hauses auf die verdächtigte Geisha anspricht, wird dieser ungehalten und schimpft den Soldaten aus. Doch Letzterer ist überzeugt, dass die Geisha nicht die Person ist, die sie zu sein vorgibt. Also wartet er wieder bis Mitternacht und sucht das Schlafgemach der Geisha auf. Die Frau öffnet ihm und der Soldat überreicht ihr ein Papier mit magischen Bannsprüchen mit der Bitte, die Geisha möge ihm doch das Geschriebene vorlesen. Daraufhin fängt die Frau an zu fauchen und spucken, ganz wie eine Katze dies tut, wenn sie sich bedroht sieht. Sie ergreift eine Hellebarde und der Soldat und die Dämonin kämpfen erbittert miteinander, bis die Wachen vom Kampflärm wach werden und in den Kampf eingreifen. Die falsche Geisha offenbart ihre wahre Gestalt, wird wieder zu einer Katze mit zwei Schweifen und springt aus dem Fenster. Der Soldat berichtet dem Daimyō von dem Kampf und eine der Wachen zeigt dem Hausherrn den Leichnam der echten Geisha. Der Daimyō ist entsetzt und ordnet an, dass die Katze unverzüglich zu töten sei. Dies gelingt dem Soldaten schließlich auch.

## Weitere Überlieferungen

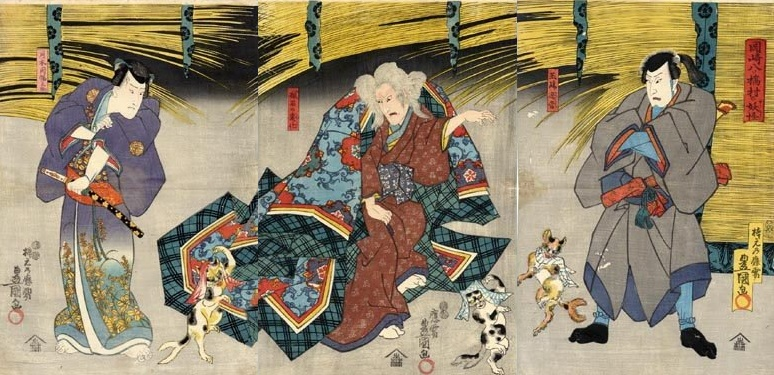
Farbholzschnitt von Kunisada, Kabuki-Triptychon, 1847; Katzenhexe, umgeben von drei kleinen Nekomata

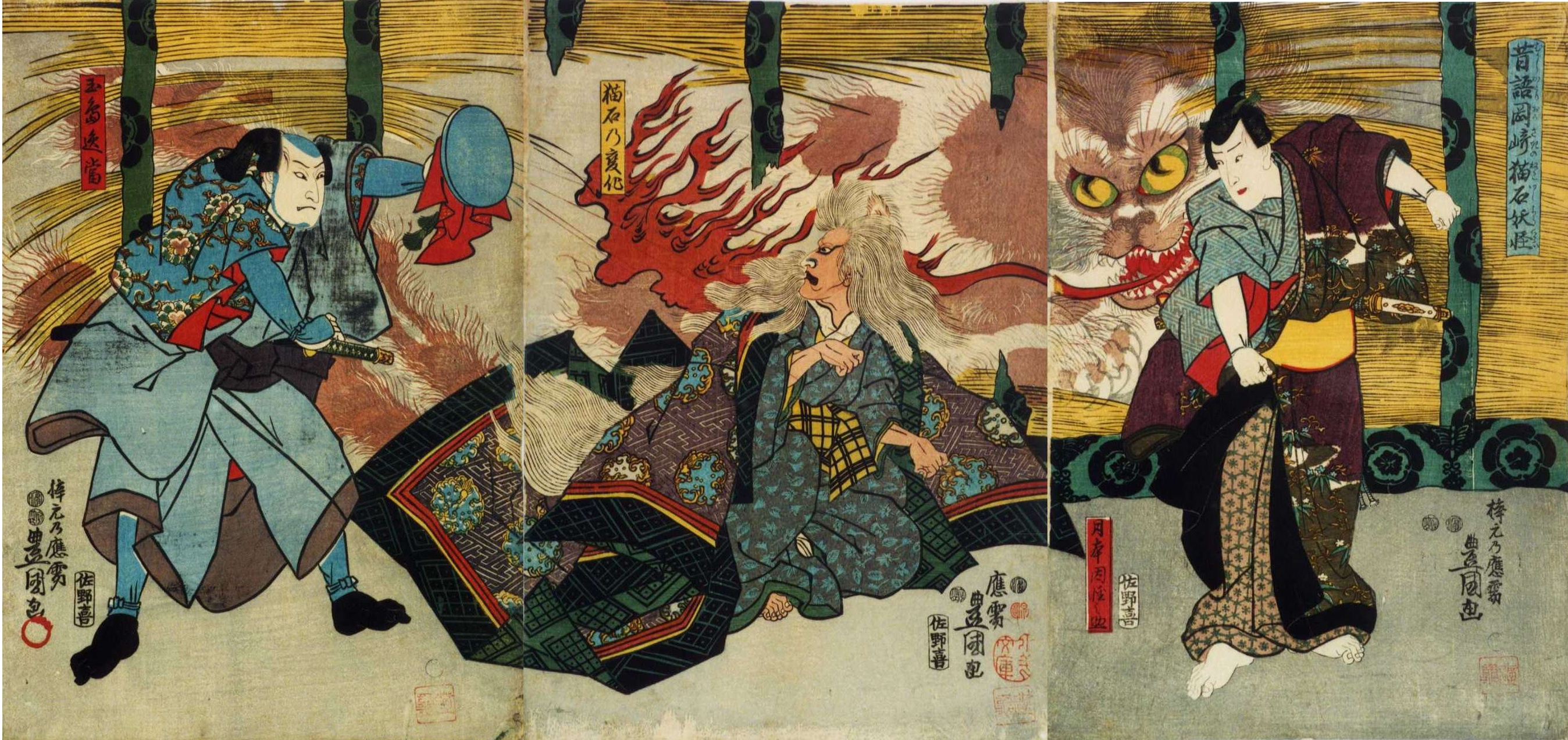
Farbholzschnitt von Kunisada, Kabuki-Triptychon, 1847; Katzenhexe, im Hintergrund eine Riesen-Nekomata

### Theater
Ähnlich wie Bakeneko und Tanuki sind Nekomata ein geläufiges und althergebrachtes Maskenmotiv im japanischen Kabuki-Theater. Im Jahr 1740 wurde im japanischen Puppentheater, dem Bunraku, zum ersten Mal ein mit magischen Kräften ausgestatteter Katzendämon in dem Stück Honryō Nekomata Yakata dargestellt. Im Kabuki-Theater entstanden im 19. Jahrhundert einige weitere Stücke (so zum Beispiel Hitori Tabi Gojūsan Tsugi (獨道中五十三驛, 1827), Hanano Saga Nekomata Sōshi (花埜嵯峨猫魔稿, 1853) und Saga no Oku Yomyō Sōshi (嵯峨奥猫魔草紙, 1880)), in der eine Nekomata eine Hauptrolle spielte. In verschiedenen Varianten und mit neuen Titeln versehen kamen diese Stücke im Verlauf des Jahrhunderts gelegentlich erneut auf die Spielpläne der Theater der Edo-Epoche. Die Aufführung von Hanano Saga Nekomata Sōshi wurde allerdings nach wenigen Inszenierungen auf Einspruch des Saga-han wieder aus dem Programm genommen, weil die Handlung den Mord an einem ranghohen, blinden Beamten und die Verwandlung seiner Frau in eine Nekomata zum Gegenstand hatte.

### Körperschmuck
Abbildungen von Nekomata als Kleidermotiv und sogar als Tätowierungen sind seit der späten Edo-Zeit (ab etwa 1750) überliefert. So sind die Körper der Heldengestalten des Suikoden (水滸伝) unter anderem mit blauen Abbildern von neunschwänzigen Katzen verziert. Auch heute gehören Tattoos mit Nekomata als Körperverzierungen in Japan zu den beliebten Motiven.

## Moderne

### Film
Nekomata sind ein häufiges Motiv in modernen Horrorfilmen, so zum Beispiel in „The Ghost Cat of Otama Pond“ und „Kuroneko“ („Schwarze Katzen“). Dort entsprechen sie dem modernen Stereotyp der „rachsüchtigen Katzenfrau“ und gehen auf den alten, chinesischen wie japanischen Volksglauben zurück, man müsse jungen Kätzchen die Schwänze kupieren, weil sie sonst irgendwann zu Bakeneko oder Nekomata würden. In den Filmen werden die Nekomata als schöne und aufreizende Frauen beschrieben, die ihre dämonische Katzengestalt offenbaren, sobald ein männliches Opfer auf sie hereinfällt.

### Manga und Anime
Nekomata sind außerdem ein populäres Motiv in modernen Anime-Serien und Fantasy-Romanen. Eine bekannte Nekomata ist Kirara aus der Manga- und Anime-Reihe Inu Yasha (「犬夜叉」) und Yashahime (「夜叉姫」) von Rumiko Takahashi, die im Normalzustand als kleines Kätzchen mit zwei Schweifen auftritt und sich im Erregungszustand (oder auf Befehl ihrer Herrin Sangō hin) in einen riesigen, flugfähigen Säbelzahntiger verwandelt. Eine weitere bekannte Nekomata ist Kūro alias „Blackie“ aus der Manga- und Animereihe Ao no Exorcist (青の祓魔師). Kūro erscheint dort als zahme, stets melancholisch gestimmte Katze, die geduldig auf die Rückkehr ihres Hausherrn wartet. Als Kūro durch die Wachen vom Tod des Meisters erfährt, erleidet er einen Wutanfall und verwandelt sich in eine riesige Nekomata. Erst der Sohn des Hausherrn kann Kūro wieder beruhigen. Auch in der beliebten Manga-Reihe Naruto (ナルト) erscheint eine Nekomata: „Matatabi“, besser bekannt als Nibi (ニ尾 „Zweischweif“). Dieser Dämon erscheint in Gestalt einer riesigen Raubkatze mit verschiedenfarbigen Augen und zwei Schweifen, deren Körper vollständig aus blauen Flammen besteht. Zwei weitere Nekomata tauchen in High School DxD auf: Es sind Kuroka Tōjō und ihre Schwester Koneko Tōjō.

### Spiele
Das Pokémon Psiaugon aus der gleichnamigen Spielereihe basiert auf der Nekomata. Sein Aussehen ist an eine zweischwänzige Katze angelehnt, sein japanischer Name ニャオニクス Nyaonix heißt so viel wie „miauende Kralle“.

## Mythologische Verwandte oder ähnliche Wesen
Neben der Nekomata existieren im Shintō-Glauben und im Buddhismus weitere, der Nekomata ähnliche und – gemäß dem Volksglauben – mit ihr verwandte Katzendämonen:
- Bakeneko: Ein Gestaltwandler und Totenbeschwörer, der nur einen Schweif besitzt. Er wird mit der Nekomata oft verwechselt.[5]
- Kasha: Ein Jenseitsdämon, der Leichname stiehlt und in einer brennenden Kutsche umherreist. Sein Körper soll ganz aus Flammen bestehen.[26]
- Maneki-neko: Ein glücksbringendes Geistwesen in Gestalt einer unablässig winkenden Katze. Sie ist heute vor allem als kleine Figurine bekannt, die als Massenware hergestellt und in Geschäften, privaten Wohnhäusern und auf Märkten aufgestellt wird.[27]
- Nekogami: Katzengottheiten, die in speziellen Schreinen verehrt und um Segen und Wohlstand gebeten werden. Der in Japan bekannteste Schrein der Katzenverehrung ist der Nekogami-jinja (猫神神社 „Katzengott-Schrein“) in Kagoshima.[28]